# Кастерова, Анна Романовна
А́нна Рома́новна Касте́рова (род. 21 сентября 1984, Зеленоград, РСФСР, СССР) — российская журналистка и телеведущая.

## Биография
Анна Кастерова родилась 21 сентября 1984 года в Зеленограде.
Окончила Московский городской педагогический университет по специальности «Психология». 

## Телевидение
Свою телевизионную карьеру начала в 22 года в качестве редактора передачи на ТНТ «Москва: Инструкция по применению». После года работы на ТНТ решила перейти на ВГТРК — «Вести» (позже — «Россия-24»), где работала интервьюером и корреспондентом в Москве.
Известность получила во время работы на телеканале «Россия-2», где с 2010 года являлась ведущей информационных выпусков «Вести.ру» и еженедельной программы «Вести.ru. Пятница» об интересных и актуальных новостях науки и прогресса. Кроме того, часто была гостьей студии футбольного ток-шоу «Удар головой».
В октябре 2012 года перешла на НТВ и стала новым лицом в трёхчасовой программе «Центральное телевидение» вместе с Вадимом Такменёвым.
В июне 2013 года вернулась на телеканале «Россия-2» в программу «Большой спорт», где проработала до 2015 года. С 7 сентября по 21 октября 2014 года — ведущая реалити-шоу «Я — полицейский» на том же телеканале.
В 2015 году участвовала на выборах в Воронежскую областную думу кандидатом в депутаты по партийному списку партии «Родина».

## Личная жизнь
Встречалась с Тимуром Соловьёвым. Впоследствии встречалась с хоккеистом Евгением Малкиным. В мае пара поженилась в США. 31 мая 2016 у пары родился сын Никита.

## На телевидении
- «Вести.ru» (Россия-2, с июля 2010 по сентябрь 2012 года, ведущая программы).
- «Вести.ru. Пятница» (Россия-2, с октября 2010 по сентябрь 2012 года, ведущая программы).
- «PROтуризм» (Россия-24, в 2012 году, ведущая программы, совместно с Александром Радьковым).
- Футбольное шоу «Удар головой» (Россия-2, с 2011 по 2012 год, гость программы, ведущий — Юрий Дудь).
- «Академия GT» (Россия-2, в 2012 году (осень), ведущая реалити-шоу, совместно с пилотами Романом Русиновым и Даниилом Мове).
- «Центральное телевидение» (НТВ, в 2012 году, ведущая программы, совместно с Вадимом Такменёвым).
- «Большой спорт» и «Панорама дня. Live» (Россия-2, с июня 2013 по 2015 год).
- «POLY.тех» (Россия-2, в 2013 году (осень), ведущая программы).
- «Я — полицейский» (Россия-2), в 2014 году (осень), ведущая программы.